# Tmarus marmoreus
Tmarus marmoreus là một loài nhện trong họ Thomisidae.
Loài này thuộc chi Tmarus. Tmarus marmoreus được Ludwig Carl Christian Koch miêu tả năm 1876.